# Piruaj bajo
Piruaj Bajo es una comunidad rural ubicada en departamento Copo, provincia de Santiago del Estero, Argentina 26°08'32.1"S 63°34'05.9"W .

## Población
Según mocase cuenta con una de población 800 personas en 84 familias de las cuales más de la mitad son niños.

## Enlaces
- https://www.mocase.org.ar/noticias/piruaj-bajo

- Datos: Q106515740